# Крупський Володимир Аркадійович
Володимир Аркадійович Крупський (рос. Владимир Аркадьевич Крупский; *30 травня 1960 р., с. Хажин) — пастор, президент протестантської деномінації «Церква адвентистів сьомого дня» в Україні, секретар Євро-Азійського дивізіону.

## Життєпис
- 30 травня 1960 р. — народився в селі Хажин Бердичівського району Житомирської області. Батько і матір Володимира Крупського Аркадій та Любов були членами Церкви Адвентистів сьомого дня й дали йому християнське виховання.
- У 1977 р. — він закінчив середню загальноосвітню школу.
- У 1978 р. — він отримав хрещення в Бердичівській громаді.
- З 1979 р. по 1981 р. — відбував службу в будівельних військах у Курській, потім у Калінінградській областях СРСР.
- У 1982 р. — Володимир жив у м. Дніпродзержинську, займався на курсах підготовки протестантських проповідників, організованих пастором П. Тітковим у м. Харкові. Там, нелегально, разом з іншими вивчав основні богословські предмети, церковне керівництво, гомілетику й ін.. По завершенню навчання був покликаний керівництвом адвентистської громади на роботу в м. Павлоград.
- У 1985 р. — отримав від Григорія Галана звання протестантського пресвітера.
- У 1987 р. — був переведений на служіння в протестантську громаду м. Ізмаїла.
- У 1989 р. — почав навчання на заочному богословському відділенні «Заокської духовної академії[ru]». Завершив навчання бакалавріату з практичного богослов'я та магістратуру в галузі розвитку суспільства.
- У 1990 р. — був переведений на служіння в протестантську громаду м. Миколаєва.
- У 1991 р. — на II з'їзді Південно-Української конференції був визнаний як проповідник. На цьому ж з'їзді був обраний керівником відділу молодіжного служіння конференції. Прийняв запропоновані обов'язки секретаря-скарбника Південної конференції.
- Наприкінці 1992 р. прийняв служіння скарбника цієї конференції, а в січні 1993 р. — секретаря-скарбника.
- На III з'їзді Південної конференції в травні 1994 р. його обирають президентом даного об'єднання адвентистів.
- У липні 1995 р. — стає делегатом Всесвітнього з'їзду протестантської деномінації «Церква адвентистів сьомого дня», що проходив у м. Утрехт.
- У травні 1997 р. — делегати чергового з'їзду Південної конференції обирають його своїм керівником на другий термін.
- На VI з'їзді Української уніоної конференції у 1998 р. він був обраний президентом адвентистів в Україні, на п'ятилітній період. Обраний був знову[1].
- 28 серпня 2010 р. — у Київській області (Буча) на IX з'їзді Української уніоної конференції він був переобраний[2]. Призначений бути секретарем Євро-Азійського дивізіону[3].

## Особисте життя
- У 1982 р. з'єднав своє життя в шлюбі з Лілією Буз.
- Їх діти: два сини та донька — Максим, Павло, Олена.